# 本田保則
本田 保則（ほんだ やすのり、1943年5月30日 - ）は、アニメーション音響監督。富山県出身。富山大学経済学部卒。

## 来歴
大学卒業後、演出家を志して上京。島宇志夫が主宰する『劇団造形』に入団、演出助手を務める。
1966年11月、タツノコプロに入社。独立後は東北新社の契約社員を経て、1974年9月に株式会社アーツ・プロを設立。2014年、自身の判断で解散しフリー。
同年6月より日本音声製作者連盟 名誉会員。現在は、マッドハウス・東映アニメーションの制作作品を中心に活動。

## 参加作品
※特筆のないものは全て音響監督としての参加

### テレビアニメ
1967年
- マッハGoGoGo

1969年
- ハクション大魔王

1970年
- 昆虫物語 みなしごハッチ（録音プロデューサー）

1971年
- ゴルゴ13（オーディオ担当）

1973年
- 冒険コロボックル

1974年
- ウリクペン救助隊
- カリメロ
- 破裏拳ポリマー

1975年
- 宇宙の騎士テッカマン

1976年
- 大空魔竜ガイキング

1977年
- 超合体魔術ロボ ギンガイザー
- ジェッターマルス

1978年
- 宇宙魔神ダイケンゴー

1979年
- 宇宙戦艦ヤマト 新たなる旅立ち（音響制作）

1980年
- メーテルリンクの青い鳥 チルチルミチルの冒険旅行

1981年
- 銀河旋風ブライガー（オーディオディレクター）
- 若草の四姉妹

1982年
- 銀河烈風バクシンガー（オーディオディレクター）※第18話まで
- 超時空要塞マクロス

1983年
- 機甲創世記モスピーダ
- 超時空世紀オーガス
- ストップ!! ひばりくん!（オーディオディレクター）

1984年
- 超時空騎団サザンクロス

1987年
- マンガ日本経済入門

1989年
- 小松左京アニメ劇場
- EASY COOKING ANIMATION セイシュンの食卓
- 敵は海賊〜猫たちの饗宴〜
- GO! レスラー軍団
- 桃太郎伝説 PEACHBOY LEGEND

1990年
- ちびまる子ちゃん（第1期）
- PEACH COMMAND 新桃太郎伝説

1991年
- 横山光輝 三国志

1992年
- おやゆび姫物語（音響演出）
- 南国少年パプワくん

1994年
- 銀河戦国群雄伝ライ
- 超くせになりそう
- マクロス7
- モンタナ・ジョーンズ

1995年
- 神秘の世界エルハザード
- ちびまる子ちゃん（第2期）
- 天地無用!

1996年
- 魔法少女プリティサミー

1997年
- 吸血姫美夕
- 新・天地無用!
- バトルアスリーテス大運動会

1998年
- 異次元の世界エルハザード
- 鉄コミュニケイション
- TRIGUN
- バブルガムクライシス TOKYO 2040
- MASTERキートン

1999年
- アレクサンダー戦記
- Petshop of Horrors
- ぶぶチャチャ

2000年
- バリーパーティー

2001年
- X -エックス-
- おとぎストーリー 天使のしっぽ（音響プロデューサー）
- だいすき!ぶぶチャチャ
- 爆転シュート ベイブレード

2002年
- 七人のナナ
- 天地無用! GXP
- ドラゴンドライブ
- 花田少年史

2003年
- ガングレイヴ
- 獣兵衛忍風帖 龍宝玉篇
- 天使のしっぽ Chu!（音響プロデューサー）

2004年
- 鉄人28号（第4作）
- 天上天下
- 遙かなる時空の中で-八葉抄-
- MEZZO -メゾ-
- MONSTER

2005年
- 闘牌伝説アカギ 〜闇に舞い降りた天才〜

2006年
- 牙 -KIBA-
- 蒼天の拳
- ひまわりっ!
- BLACK LAGOON

2007年
- 逆境無頼カイジ
- CLAYMORE
- シグルイ
- 遙かなる時空の中で3 紅の月
- ひまわりっ!!
- メイプルストーリー

2008年
- 秘密 〜The Revelation〜
- 魍魎の匣
- ONE OUTS -ワンナウツ-

2009年
- 青い文学シリーズ ※「桜の森の満開の下」では、じいさん役で声優出演。
- 蒼天航路

2011年
- 逆境無頼カイジ 破戒録篇
- テレビまんが 昭和物語

2014年
- 金田一少年の事件簿R

2015年
- 聖闘士星矢 黄金魂 -soul of gold-
- ドラゴンボール超 ※76話まで

2016年
- 鬼斬

2017年
- DYNAMIC CHORD

2024年
- アサティール2 未来の昔ばなし

### OVA
1985年
- 戦え!!イクサー1
- 魔法のルージュ りっぷ☆すてぃっく
- メガゾーン23

1986年
- アウトランダーズ
- ドリームハンター麗夢II 聖美神学園の妖夢（音響ディレクター）
- メガゾーン23 PARTII 秘密く・だ・さ・い

1987年
- Good Morningアルテア
- JUNK BOY
- 真魔神伝 バトルロイヤルハイスクール（録音監督）
- ドリームハンター麗夢III 夢隠 首なし武者伝説（音響ディレクター）
- 破邪大星ダンガイオー
- パンツの穴 まんぼでGANBO!
- ブラックマジック M-66
- プロジェクトA子2 大徳寺財閥の陰謀
- ヘル・ターゲット
- ロボットカーニバル
- 妖刀伝

1988年
- 孔雀王 鬼還祭
- 妖精王
- トウキョウ・バイス
- ドラゴンズヘブン
- 風を抜け!
- プロジェクトA子3 シンデレラ・ラプソディ
- メタルスキンパニック MADOX-01

1989年
- プロジェクトA子 完結篇
- 星猫フルハウス
- MEGAZONE23 III
- 恋子の毎日

1990年
- 江口寿史のなんとかなるでショ!
- サーキットの狼II モデナの剣
- NINETEEN 19
- 電脳都市OEDO808
- A-Ko The VS
- ロードス島戦記
- 恋子の毎日II
- フリテンくん

1991年
- ここはグリーン・ウッド
- インフェリウス惑星戦史外伝 CONDITION GREEN
- 人魚の森

1992年
- OZ
- グリーンレジェンド乱
- ジャイアントロボ THE ANIMATION -地球が静止する日
- 世界の光 親鸞聖人
- 絶愛-1989-
- 超時空要塞マクロスII -LOVERS AGAIN-
- 天地無用! 魎皇鬼

1993年
- あなたが振り返るとき
- アヒルのペックルのシンドバッドの冒険
- アヒルのペックルのアラジンと魔法のランプ
- 銃夢
- 人魚の傷
- SINGLES
- POPS
- キッスは瞳にして
- A-Girl
- お洒落小僧は花マルッ
- お江戸はねむれない!
- 超時空世紀オーガス02
- X2 ダブルエックス

1994年
- CLAMP IN WONDERLAND
- 誕生 〜Debut〜
- なつきクライシス
- ファイナルファンタジー
- BRONZE KOJI NANJO cathexis
- 幽幻怪社

1995年
- 神秘の世界エルハザード
- 不思議の国の美幸ちゃん
- バイオ・ハンター

1996年
- お嬢様捜査網
- 親鸞聖人と王舎城の悲劇

1997年
- サイコダイバー 魔性菩薩
- 桜通信
- 神秘の世界エルハザード2

1998年
- 火聖旅団 ダナサイト999.9
- 支配者の黄昏 TWILIGHT OF THE DARK MASTER

1999年
- Piaキャロットへようこそ!!2 DX

2000年
- With You 〜みつめていたい〜
- ファーストKiss☆物語 〜Kissからはじまる物語〜
- 霊能探偵ミコ

2001年
- Malice@Doll

2002年
- ナコルル 〜あのひとからのおくりもの〜  郷里之畏友編
- フロム I"s アイズ -もうひとつの夏の物語
- 遙かなる時空の中で-紫陽花ゆめ語り-

2003年
- 遙かなる時空の中で2-白き龍の神子-

2004年
- 影Shadow

2005年
- セイント・ビースト〜幾千の昼と夜 編〜

2010年
- BLACK LAGOON Roberta's Blood Trail

2011年
- SUPERNATURAL: THE ANIMATION

### 劇場アニメ
1979年
- 海のトリトン 劇場版

1980年
- ヤマトよ永遠に（音響制作）

1983年
- 宇宙戦艦ヤマト 完結編（音響制作）

1984年
- ウルトラマンキッズ M7.8星のゆかいな仲間（音響ディレクター）
- 超時空要塞マクロス 愛・おぼえていますか

1986年
- プロジェクトA子

1990年
- ちびまる子ちゃん

1991年
- 老人Z

1993年
- Coo 遠い海から来たクー（録音）
- 獣兵衛忍風帖

1995年
- アンネの日記
- 5等になりたい。
- マクロス7 銀河がオレを呼んでいる!（音響プロデューサー）

1996年
- APO APOワールド ジャイアント馬場90分一本勝負
- 劇場版 X-エックス-

1997年
- ヘルメス－愛は風の如く

1999年
- CLOVER

2006年
- 劇場版 遙かなる時空の中で 舞一夜

2007年
- 鉄人28号 白昼の残月
- ジョジョの奇妙な冒険 ファントムブラッド（アフレコ演出）

2010年
- TRIGUN Badlands Rumble

2011年
- テレビまんが 昭和物語 劇場版

2015年
- ドラゴンボールZ 復活の「F」

2016年
- なぜ生きる 蓮如上人と吉崎炎上

2019年
- 歎異抄をひらく

### ゲーム
2000年
- さらば宇宙戦艦ヤマト 愛の戦士たち（音響）

2005年
- 宇宙戦艦ヤマト イスカンダルへの追憶（音響担当）
- 宇宙戦艦ヤマト 暗黒星団帝国の逆襲（音響担当）
- 宇宙戦艦ヤマト 二重銀河の崩壊（音響担当）

### 吹き替え
- サイレンサー/殺人部隊※水曜ロードショー
- ザ・ハッカー
- 荒鷲の要塞
- 決戦・紫禁城